# Monte Medúlio
O Monte Medúlio é o lugar da batalha dos galaicos, cántabros e ástures no ano 22 a.C.. contra as legiões de Caio Fúrnio e Públio Carísio, e onde os últimos guerreiros resistentes se suicidaram durante o sítio.

## História
A sua situação geográfica hoje em dia é ainda controversa. Segundo alguns situa-se nas montanhas do concelho de Lena, outros o situam no Picu Cervera, no Castro Meduales, em Belmonte de Miranda. "Aduciuse" que fontes clássicas o situam perto de O Bierzo, perto das minas romanas das Las Médulas, o qual explicaria a toponímia do lugar. Com tudo, Paulo Orosio situavam cerca do Rio Minho ("Minium flumine inminentem"), o que leva a Vicente Risco a descartar esta localização, que considera uma justificação prévia a teoria de Martín Sarmiento relativa a que o antigo Rio Minho era o Rio Sil, o qual considera pouco provável em favor d'outras posíveis localizações como o Monte Medelo, em Santa Cruz de Arrabaldo (sustentado por Boán e que também conta com argumento da toponímia ao seu favor); Cabeza de Meda (na Comarca da Limia, e sustentado por Cortés, José Cornide Saavedra e Manuel Murguía), os Montes Aloia (em Tui) ou Monte de Santa Trega, na A Guarda (sustentado por Adolf Schulten)..
Modernos estudos estabelecem uma hipótese que o situaria num dos Montes da Serra do Courel, o Monte Cido, cujo topônimo poderia provir da voz latina Occidio, (matança, carniçaria), e no que se podem apreciar os restos de um fosso como o que, segundo os dados de que se dispõem, se fez para cercar o monte e no que se descobriram vestígios romanos como uma águia imperial de bronze procedente de um estandarte. Segundo André Pena Graña o Monte Medúlio estaria na junção dos rios Minho e Sil, nos Peares.
Segundo cita o historiador romano Floro sobre a batalha:
Segundo o Frei Martín Sarmiento e Vicente Risco, uns ingeriram o veneno do Teixo, enquanto que outros se colocaram ao fogo de uma imensa fogueira e outros se deram morte com as suas espadas. Ramón Cabanillas escriviria no seu poema "¡En pé!", pertencente ao seu poemário de 1917 "Dá terra asoballada":[carece de fontes?]
"O día do Medulio
con sangue quente e roxa
mercámo-lo dereito
á libre honrada chouza!"
(Ramón Cabanillas, "¡En pé!", 1917)